# أصحاب ولا بزنس (فلم)
أصحاب ولا بزنس هو فيلم مصري من إنتاج عام 2001، الفيلم من إنتاج العدل جروب وإخراج على إدريس، وهو أول فيلم يخرجه.
قصة الفيلم مأخوذة عن الفيلم الأمريكي (I Love Troubles).

## بطولة
- مصطفى قمر في دور كريم نور
- هاني سلامة في دور طارق السيوفي
- نور في دور سلمى الحسيني
- موناليزا في دور زينة
- عمرو واكد في دور جهاد الفلسطيني
- طارق عبد العزيز في دور عبد الفتاح كمال الملقب بـ "تاح"
- سامي العدل في دور أدهم مدير القناة
- أسامة أبو الخير في دور شهدي عبد الحكيم
- شيري عادل في دور المطربة شيرين عادل

## القصة
يتحدث الفيلم عن كريم وطارق الإعلاميين بقناة نت وورك الفين الترفيهية التي يديرها ادهم ويتنافس كلاهما على حملة إعلانات ضخمة لإحدى شركات الملابس لكن ميعاد الترشيحات للشركة يتصادف مع اندلاع الانتفاضة الفلسطينية، فيقرر أدهم بعث أحدهما لتسجيل برنامج عن الأنتفاضة من باب مجاراة الأحداث ويستقر في النهاية على كريم، فيمتعض من الرحلة في البداية إلا أنه يتعرف على أحد معجبيه في فلسطين وهو الفدائي جهاد الذي يصحبه في الرحلة ويوصيه بتصويره وهو يقوم بعلمية استشهادية لعرضها في القناة التي يعمل بها فينقلب حال كريم وتتوالى الأحداث...

## ألأغاني
- جت تصالحنى غناء مصطفى قمر، ومن البوم حياتى
- أصحاب غناء مصطفى قمر
- لابد نتفارق غناء مصطفى قمر، ومن البوم حياتى
- كل الأحبة غناء بلبل الشرابية
- كان القمر غناء كومبارس، وغناه أيضا مصطفي قمر نهاية الفيلم

## تقييم الفيلم
رغم قوة الأفكار التي يتناولها الفيلم كنضال الشعب الفلسطيني ودور الأعلام المحكوم بالسلطوية والمصالح في تسطيح الفكر وتمييع القضايا الهامة إلا أن سذاجة الطرح الفني أخرجت العمل بمستوى متواضع، لكن ذلك لم يمنع من وجود العديد من النقاط المضيئة في الفيلم مثل أداء عمرو واكد لدور الفدائي الفلسطيني وموسيقى خالد حماد.
قالب:مصطفى قمر

## وصلات خارجية
- مقالات تستعمل روابط فنية بلا صلة مع ويكي بيانات